# Raymond Mortimer
Pour les articles homonymes, voir Mortimer.
Charles Raymond Bell Mortimer CBE, né à Knightsbridge (Londres) le 25 avril 1895 et mort le 9 janvier 1980, est un auteur anglais d'ouvrages sur l'art et la littérature, connu surtout comme critique littéraire.

## Biographie
Il naît à Londres et grandit à Redhill (Surrey). Il suit ses études au Malvern College et au Balliol College (Oxford), où il entre en 1913 pour se spécialiser en histoire. Ses études sont interrompues par son service militaire dans un hôpital en France à partir de 1915, puis il entre au Foreign Office. Il ne poursuit donc pas ses études jusqu'au diplôme. 
Il est à Paris dans les années 1920, pour se lancer dans l'écriture de romans. Mortimer a toujours été francophile et il fond en larmes lorsqu'il apprend que la France a signé l'armistice avec l'Allemagne du Troisième Reich  le 21 juin 1940, déclarant que c'était comme si la moitié de l'Angleterre avait sombré dans la mer. Plus tard, il devient journaliste littéraire pour le New Statesman, travaille pour la BBC et se met en lien avec les Français libres. Il travaille comme critique littéraire au Sunday Times. Il est nommé commandeur de l'ordre de l'Empire britannique (CBE) en 1955.
Mortimer est ami de la romancière Vita Sackville-West et devient intime de son mari le diplomate Harold Nicolson. Raymond Mortimer retrouve souvent ses amis les trois propriétaires de Long Crichel House dans le Dorset, Edward Sackville-West, Desmond Shawe-Taylor et Eardley Knollys, après la Seconde Guerre mondiale. Ils y tiennent un salon littéraire et artistique, invitant par exemple E. M. Forster, Nancy Mitford, Benjamin Britten, Laurie Lee, Ben Nicolson, James Lees-Milne ou encore Graham Greene.